# جورجی دختر
جورجی دختر (به انگلیسی: Georgy Girl) فیلمی ۹۹ دقیقه‌ای به کارگردانی سیلویو ناریتزانو محصول کشور ایالات متحده آمریکا است.
موضوع فیلم درباره جورجینا (لین ردگریو) ۲۲ ساله که بیشتر زندگی خودش رو مشغول به خدمت و آموزش کودکان بوده ولی صاحب کار پدر و مادرش به او پیشنهاد ازدواج داده و او دچار سردرگمی شده …
نقش آفرینی لین ردگریو در این فیلم برای مخاطبان آن بسیار جذاب بود،و یکی از عوامل موفقیت این فیلم،نقش آفرینی بازیگر نقش اول آن،یعنی [لین ردگریو]بوده است.
سود فروش حاصل از فیلم نیز در نوع خود شگفت انگیز بود،درحالی ک فقط و فقط 400هزار دلار برای ساخت آن هزینه شد،سودی معادل 16.5 میلیون دلار را با خود به همراه داشت.